# Aeroperú
Aeroperú, een afkorting van Empresa Nacional de Aeronavegación del Peru was de nationale luchtvaartmaatschappij van Peru. AeroMexico is het moederbedrijf.

## Geschiedenis
Aeroperú werd in 1973 opgericht voor het overnemen van de internationale diensten die door APSA, toen eigendom van Pan American World Airways. De maatschappij werd toen nog beheerd door de luchtmacht van Peru.
Aeroperú heeft sindsdien het hoofdkantoor bij Jorge Chávez International Airport in Lima de hoofdstad van Peru, en groeide uit tot een internationale luchtvaartmaatschappij. In die tijd kwamen ook de straalvliegtuigen op komst. De vloot bestond toen uit de kleine Fokker F-28, de iets grotere Boeing 727 en de DC-8. Aeroperú was eigen bedoeld als een soort chartermaatschappij, wat in Zuid-Amerika al heel wat is, maar ze vlogen ook al op Mexico City en Miami International Airport.
In de jaren 1990 zorgden wat financiële problemen ervoor dat AeroMéxico meer dan twee keer zoveel verkocht. Er werden Drie 727-200s en drie DC-10-15s werden gekocht van Mexicana, toen een andere dochteronderneming van AeroMéxico. Daarbij kochten ze twee en huurden een Boeing 757. Toen ging de maatschappij ook op Los Angeles vliegen, dat was een heel grote stap in de uitbreiding die AeroPerú op dat moment onderging.

## Ongevallen
Aeroperú heeft in zijn geschiedenis slechts twee incidenten meegemaakt:
- Vlucht 772 stortte neer bij Juliaca.
- Vlucht 603 stortte kort na het opstijgen uit Lima naar Santiago de Chile neer in de Grote Oceaan.

## Bestemmingen

### Binnenlandse
- Arequipa (Rodriguez Ballon International Airport)
- Chiclayo (Capitán FAP Jose A. chinonen International Airport)
- Cuzco (Alejandro Velasco Astete International Airport)
- Iquitos (Coronel FAP Francisco Secada Vignetta International Airport)
- Juliaca (Inca Manco Capac International Airport)
- Lima (Jorge Chavez International Airport) 'Hub'
- Piura (Capitán FAP Guillermo Concha Iberico International Airport)
- Pucallpa (Capitán Rolden International Airport)
- Puerto Maldonado (Puerto Maldonado International Airport)
- Tacna (Coronel FAP Carlos Ciriani Santa Rosa International Airport)
- Tarapoto (Comandante FAP Guillermo del Castillo Paredes Luchthaven)
- Trujillo (Cap. FAP Carlos Martínez de Pinillos International Airport)
- Tumbes (Capitán FAP Canga Pedro Rodríguez Luchthaven)

### Internationaal
Europa
- Spanje
  - Madrid (Luchthaven Madrid-Barajas)

Noord-Amerika
- Dominicaanse Republiek
  - Punta Cana (Punta Cana International Airport)
- Mexico
  - Cancún (Cancún International Airport)
  - Mexico-Stad (Internationale Luchthaven van Mexico-Stad)
- Panama
  - Panama-Stad (Tocumen International Airport)
- Costa Rica
  - San José (Internationale luchthaven Juan Santamaría)
- Verenigde Staten
  - Los Angeles (Los Angeles International Airport)
  - Miami (Miami International Airport)
  - New York (John F. Kennedy International Airport)

Zuid-Amerika
- Argentinië
  - Buenos Aires (Ministro Pistarini International Airport)
- Bolivia
  - La Paz (El Alto International Airport)
  - Santa Cruz de la Sierra (Viru Viru International Airport)
- Brazilië
  - Rio de Janeiro (Galeão - Antônio Carlos Jobim International Airport)
  - São Paulo (Guarulhos International Airport)
- Chili
  - Santiago (Comodoro Arturo Merino Benitez International Airport)
- Colombia
  - Bogotá (El Dorado International Airport)
- Ecuador
  - Guayaquil (Jose Joaquín de Olmedo International Airport)
  - Quito (Mariscal Sucre International Airport)
- Venezuela
  - Caracas (Simón Bolívar International Airport)
  - Isla Margarita (Caribe International General Santiago Marino Airport)

## Vloot
- 12 Boeing 727-200
- 5 Boeing 757-200
- 2 Boeing 767-300
- 3 McDonnell Douglas DC-10
- 3 Douglas DC-8
- 2 Lockheed L-1011